# Loma Larga, Santiago Amoltepec
Loma Larga är en ort i Mexiko.   Den ligger i kommunen Santiago Amoltepec och delstaten Oaxaca, i den sydöstra delen av landet, 400 km sydost om huvudstaden Mexico City. Loma Larga ligger 872 meter över havet och antalet invånare är 107.
Terrängen runt Loma Larga är bergig norrut, men söderut är den kuperad. Runt Loma Larga är det ganska tätbefolkat, med 54 invånare per kvadratkilometer. Närmaste större samhälle är Piedra del Tambor, 3,2 km öster om Loma Larga. I omgivningarna runt Loma Larga växer huvudsakligen savannskog.